# Sportclub Preußen 06 Münster 2011-2012
Questa voce raccoglie le informazioni riguardanti il Sportclub Preußen 06 Münster nelle competizioni ufficiali della stagione 2011-2012.

## Stagione
Nella stagione 2011-2012 il Preussen Münster, allenato da Marc Fascher e Pavel Dočev, concluse il campionato di 3. Liga al 12º posto.

## Rosa
| N. |                     | Ruolo | Calciatore         |
| -- | ------------------- | ----- | ------------------ |
| 2  | Germania (bandiera) | C     | Pascal Koopmann    |
| 3  | Germania (bandiera) | D     | Fabian Hergesell   |
| 4  | Germania (bandiera) | D     | Marco Riemer       |
| 5  | Germania (bandiera) | D     | Patrick Kirsch     |
| 6  | Germania (bandiera) | C     | Jürgen Duah        |
| 7  | Germania (bandiera) | C     | Philip Heise       |
| 8  | Germania (bandiera) | C     | Stefan Kühne       |
| 9  | Malawi (bandiera)   | A     | Daniel Chitsulo    |
| 11 | Canada (bandiera)   | C     | Jonathan Bourgault |
| 12 | Germania (bandiera) | P     | Philipp Hinkerohe  |
| 13 | Angola (bandiera)   | A     | José Vunguidica    |
| 14 | Germania (bandiera) | A     | Marco Königs       |
| 15 | Serbia (bandiera)   | A     | Radovan Vujanović  |
| 16 | Germania (bandiera) | C     | Julian Westermann  |
| 17 | Francia (bandiera)  | D     | Clément Halet      |
| 18 | Germania (bandiera) | C     | Rico Schmider      |
| 19 | Senegal (bandiera)  | A     | Babacar N'Diaye    |

| N. |                     | Ruolo | Calciatore          |
| -- | ------------------- | ----- | ------------------- |
| 20 | Germania (bandiera) | C     | Dennis Grote        |
| 21 | Germania (bandiera) | C     | Jens Truckenbrod    |
| 22 | Germania (bandiera) | D     | Patrick Huckle      |
| 23 | Italia (bandiera)   | C     | Massimo Ornatelli   |
| 24 | Germania (bandiera) | D     | Dominique Ndjeng    |
| 25 | Germania (bandiera) | P     | Daniel Masuch       |
| 30 | Germania (bandiera) | C     | Benjamin Siegert    |
| 31 | Germania (bandiera) | C     | Björn Kluft         |
| 32 | Germania (bandiera) | C     | Julian Engels       |
| 33 | Germania (bandiera) | P     | Nils Wiedenhöft     |
| 34 | Germania (bandiera) | A     | Cihan Bolat         |
| 35 | Germania (bandiera) | P     | Max Schulze Niehues |
| 39 | Germania (bandiera) | D     | Florian Quabeck     |
| 42 | Tunisia (bandiera)  | A     | Nejmeddin Daghfous  |
| 43 | Croazia (bandiera)  | C     | Marko Karamarko     |
| 44 | Germania (bandiera) | D     | Simon Scherder      |

## Organigramma societario
Area tecnica
- Allenatore: Pavel Dočev
- Allenatore in seconda: Nils Drube
- Preparatore dei portieri:
- Preparatori atletici:

## Calciomercato

### Sessione estiva
| Acquisti | Acquisti            | Acquisti          | Acquisti |
| R.       | Nome                | da                | Modalità |
| -------- | ------------------- | ----------------- | -------- |
| A        | Radovan Vujanović   | Hansa Rostock     |          |
| P        | Max Schulze Niehues | F. Düsseldorf II  |          |
| C        | Philip Heise        | F. Düsseldorf II  |          |
| C        | Björn Kluft         | Rot Weiss Ahlen   |          |
| P        | Daniel Masuch       | Paderborn         |          |
| D        | Marco Riemer        | Carl Zeiss Jena   |          |
| C        | Benjamin Siegert    | Osnabrück         |          |
| C        | Jens Truckenbrod    | Carl Zeiss Jena   |          |
| A        | José Vunguidica     | Kickers Offenbach |          |

| Cessioni | Cessioni             | Cessioni             | Cessioni |
| R.       | Nome                 | a                    | Modalità |
| -------- | -------------------- | -------------------- | -------- |
| A        | Wojciech Pollok      | Eintracht Treviri    |          |
| C        | Hüzeyfe Dogan        | Denizlispor          |          |
| C        | Oliver Glöden        | Rot Weiss Ahlen      |          |
| C        | Mehmet Kara          | Paderborn            |          |
| P        | Manuel Lenz          | Uerdingen 05         |          |
| A        | Marc Lorenz          | Sportfreunde Lotte   |          |
| C        | Konstantin Möllering | Borussia Dortmund II |          |
| D        | Max Mümken           | SuS Neuenkirchen     |          |

### Sessione invernale
| Acquisti | Acquisti         | Acquisti           | Acquisti |
| R.       | Nome             | da                 | Modalità |
| -------- | ---------------- | ------------------ | -------- |
| A        | Marco Königs     | Fortuna Düsseldorf |          |
| D        | Fabian Hergesell | Viktoria Colonia   |          |

| Cessioni | Cessioni         | Cessioni           | Cessioni |
| R.       | Nome             | a                  | Modalità |
| -------- | ---------------- | ------------------ | -------- |
| A        | Sercan Güvenışık | S.J. Earthquakes   |          |
| C        | Julian Loose     | Sportfreunde Lotte |          |
| P        | David Buchholz   | Sportfreunde Lotte |          |

## Risultati

### 3. Liga

#### Girone di andata
| Arbitro: | Stieler |

|               |           |           |
| Güvenışık 19’ | Marcatori | 51’ Thiel |

| Arbitro: | Kempter |

|                  |           |                 |
| Garbuschewski 2’ | Marcatori | 1’, 17’ Siegert |

| Arbitro: | Zwayer |

|                |           |  |
| Vunguidica 51’ | Marcatori |  |

| Arbitro: | Sippel |

|               |           |                                     |
| Jovanović 13’ | Marcatori | 34’ Ornatelli 73’ N'Diaye 83’ Loose |

| Arbitro: | Brand |

|            |           |                 |
| Kirsch 88’ | Marcatori | 37’ Stroh-Engel |

| Brema 21 agosto 2011, ore 14:00 CEST 6ª giornata | Werder Brema II | 0 – 0 referto | Preußen Münster | Weserstadion - Platz 11 (1 612 spett.)\| Arbitro: \| Sönder \| |
| Arbitro:                                         | Sönder          |               |                 |                                                                |

| Arbitro: | Jablonski |

|          |           |          |
| Duah 87’ | Marcatori | 59’ Lang |

| Arbitro: | Cortus |

|              |           |  |
| Kotuljac 79’ | Marcatori |  |

| Arbitro: | Stegemann |

|            |           |  |
| Kirsch 45’ | Marcatori |  |

| Arbitro: | Petersen |

|                         |           |                |
| Zimmerman 28’ Latza 71’ | Marcatori | 40’ Vunguidica |

| Münster 12 novembre 2011, ore 15:00 CET 11ª giornata | Preußen Münster | 0 – 0 referto | Arminia Bielefeld | Preußenstadion (15 050 spett.)\| Arbitro: \| Ittrich \| |
| Arbitro:                                             | Ittrich         |               |                   |                                                         |

| Arbitro: | Beitinger |

|                                        |           |  |
| Book 15’ Duah 30’ (aut.) Wohlfarth 39’ | Marcatori |  |

| Arbitro: | Wingenbach |

|                             |           |  |
| Güvenışık 52’ Ornatelli 90’ | Marcatori |  |

| Arbitro: | Valentin |

|               |           |           |
| Reichwein 37’ | Marcatori | 38’ Kluft |

| Münster 29 ottobre 2011, ore 14:00 CEST 15ª giornata | Preußen Münster | 0 – 0 referto | Wacker Burghausen | Preußenstadion (6 475 spett.)\| Arbitro: \| Dittrich \| |
| Arbitro:                                             | Dittrich        |               |                   |                                                         |

| Arbitro: | Kampka |

|                 |           |                           |
| Pisano 30’, 87’ | Marcatori | 67’ N'Diaye 86’ Vujanović |

| Arbitro: | Metzen |

|                    |           |  |
| Glibo 37’ Blum 84’ | Marcatori |  |

| Arbitro: | Osmers |

|                   |           |            |
| Vujanović 1’, 61’ | Marcatori | 82’ Jabiri |

| Arbitro: | Blos |

|                                      |           |  |
| Husterer 27’ Vogler 54’ Cincotta 84’ | Marcatori |  |

#### Girone di ritorno
| Arbitro: | Kunzmann |

|                                        |           |           |
| Niederlechner 66’ Krontiris 77’ (rig.) | Marcatori | 90’ Kluft |

| Arbitro: | Beitinger |

|                       |           |                  |
| Kühne 24’, 62’ (rig.) | Marcatori | 75’, 90’ Henning |

| Arbitro: | Sippel |

|                      |           |                              |
| Jansen 30’ Göcer 90’ | Marcatori | 56’ N'Diaye 83’ (rig.) Kühne |

| Arbitro: | Willenborg |

|           |           |  |
| Kluft 21’ | Marcatori |  |

| Arbitro: | Aarnink |

|  |           |                            |
|  | Marcatori | 20’ Truckenbrod 30’ Königs |

| Münster 10 febbraio 2012, ore 19:00 CET 25ª giornata | Preußen Münster | 0 – 0 referto | Werder Brema II | Preußenstadion (5 120 spett.)\| Arbitro: \| Schmickartz \| |
| Arbitro:                                             | Schmickartz     |               |                 |                                                            |

| Arbitro: | Stein |

|               |           |                  |
| Holzhauser 6’ | Marcatori | 45’ (rig.) Kühne |

| Arbitro: | Welz |

|            |           |  |
| Königs 29’ | Marcatori |  |

| Arbitro: | Kunzmann |

|            |           |  |
| Dausch 88’ | Marcatori |  |

| Arbitro: | Seidel |

|                |           |                         |
| Vunguidica 26’ | Marcatori | 54’ Zimmerman 84’ Hesse |

| Arbitro: | Schmidt |

|                      |           |                          |
| Hornig 24’ Hille 52’ | Marcatori | 33’ Grote 90’ Vunguidica |

| Arbitro: | Alt |

|                 |           |                   |
| Kühne 9’ (rig.) | Marcatori | 44’ (rig.) Janjić |

| Arbitro: | Aarnink |

|                     |           |            |
| Alibaz 71’ Kurz 86’ | Marcatori | 58’ Riemer |

| Arbitro: | Dietz |

|                                 |           |                            |
| Kühne 20’ Siegert 48’ Kluft 57’ | Marcatori | 18’ Reichwein 63’ Weidlich |

| Arbitro: | Kunzmann |

|              |           |  |
| Aupperle 35’ | Marcatori |  |

| Arbitro: | Göpferich |

|             |           |  |
| Siegert 52’ | Marcatori |  |

| Arbitro: | Osmers |

|           |           |                    |
| Kluft 55’ | Marcatori | 32’, 84’ Danneberg |

| Arbitro: | Hartmann |

|                                                       |           |           |
| Heidenfelder 2’ Grote 35’ (aut.) Schnatterer 60’, 64’ | Marcatori | 74’ Heise |

| Arbitro: | Dittrich |

|                  |           |  |
| Kühne 20’ (rig.) | Marcatori |  |

## Statistiche

### Statistiche di squadra
| Competizione | Punti | In casa | In casa | In casa | In casa | In casa | In casa | In trasferta | In trasferta | In trasferta | In trasferta | In trasferta | In trasferta | Totale | Totale | Totale | Totale | Totale | Totale | DR |
| Competizione | Punti | G       | V       | N       | P       | Gf      | Gs      | G            | V            | N            | P            | Gf           | Gs           | G      | V      | N      | P      | Gf     | Gs     | DR |
| ------------ | ----- | ------- | ------- | ------- | ------- | ------- | ------- | ------------ | ------------ | ------------ | ------------ | ------------ | ------------ | ------ | ------ | ------ | ------ | ------ | ------ | -- |
| 3. Liga      | 50    | 19      | 9       | 8       | 2       | 21      | 13      | 19           | 3            | 6            | 10           | 19           | 31           | 38     | 12     | 14     | 12     | 40     | 44     | -4 |
| Totale       | 50    | 19      | 9       | 8       | 2       | 21      | 13      | 19           | 3            | 6            | 10           | 19           | 31           | 38     | 12     | 14     | 12     | 40     | 44     | -4 |

### Andamento in campionato
| Giornata  | 1 | 2 | 3 | 4 | 5 | 6 | 7 | 8 | 9 | 10 | 11 | 12 | 13 | 14 | 15 | 16 | 17 | 18 | 19 | 20 | 21 | 22 | 23 | 24 | 25 | 26 | 27 | 28 | 29 | 30 | 31 | 32 | 33 | 34 | 35 | 36 | 37 | 38 |
| --------- | - | - | - | - | - | - | - | - | - | -- | -- | -- | -- | -- | -- | -- | -- | -- | -- | -- | -- | -- | -- | -- | -- | -- | -- | -- | -- | -- | -- | -- | -- | -- | -- | -- | -- | -- |
| Luogo     | C | T | C | T | C | T | C | T | C | T  | C  | T  | C  | T  | C  | T  | T  | C  | T  | T  | C  | T  | C  | T  | C  | T  | C  | T  | C  | T  | C  | T  | C  | T  | C  | C  | T  | C  |
| Risultato | N | V | V | V | N | N | N | P | V | P  | N  | P  | V  | N  | N  | N  | P  | V  | P  | P  | N  | N  | V  | V  | N  | N  | V  | P  | P  | N  | N  | P  | V  | P  | V  | P  | P  | V  |
| Posizione | 8 | 3 | 3 | 3 | 4 | 4 | 4 | 5 | 4 | 5  | 6  | 8  | 8  | 7  | 10 | 8  | 12 | 8  | 10 | 11 | 13 | 14 | 13 | 10 | 10 | 11 | 9  | 11 | 11 | 10 | 11 | 11 | 10 | 12 | 11 | 12 | 13 | 12 |

Legenda:

Luogo: C = Casa; T = Trasferta. Risultato: V = Vittoria; N = Pareggio; P = Sconfitta.

### Statistiche dei giocatori
| C. Bolat       | 0  | 0 | 0  | 0 |
| J. Bourgault   | 26 | 0 | 4  | 0 |
| D. Buchholz    | 0  | 0 | 0  | 0 |
| D. Chitsulo    | 4  | 0 | 0  | 0 |
| N. Daghfous    | 15 | 0 | 4  | 0 |
| J. Duah        | 20 | 1 | 5  | 1 |
| J. Engels      | 3  | 0 | 0  | 0 |
| D. Grote       | 12 | 1 | 2  | 0 |
| S. Güvenışık   | 15 | 2 | 2  | 1 |
| C. Halet       | 31 | 0 | 2  | 0 |
| P. Heise       | 17 | 1 | 0  | 0 |
| F. Hergesell   | 17 | 0 | 1  | 0 |
| P. Hinkerohe   | 0  | 0 | 0  | 0 |
| P. Huckle      | 27 | 0 | 5  | 0 |
| M. Karamarko   | 0  | 0 | 0  | 0 |
| P. Kirsch      | 21 | 2 | 3  | 0 |
| B. Kluft       | 30 | 5 | 4  | 0 |
| P. Koopmann    | 2  | 0 | 0  | 0 |
| M. Königs      | 14 | 2 | 1  | 0 |
| S. Kühne       | 31 | 7 | 10 | 0 |
| J. Loose       | 13 | 1 | 3  | 1 |
| D. Masuch      | 31 | 0 | 0  | 0 |
| B. N'Diaye     | 14 | 3 | 0  | 0 |
| D. Ndjeng      | 5  | 0 | 2  | 0 |
| M. Niehues     | 7  | 0 | 0  | 0 |
| M. Ornatelli   | 31 | 2 | 6  | 0 |
| W. Pollok      | 2  | 0 | 0  | 0 |
| F. Quabeck     | 0  | 0 | 0  | 0 |
| M. Riemer      | 17 | 1 | 1  | 0 |
| S. Scherder    | 0  | 0 | 0  | 0 |
| R. Schmider    | 7  | 0 | 0  | 0 |
| B. Siegert     | 22 | 4 | 2  | 0 |
| J. Truckenbrod | 37 | 1 | 7  | 0 |
| R. Vujanović   | 26 | 3 | 5  | 0 |
| J. Vunguidica  | 26 | 4 | 4  | 2 |
| J. Westermann  | 4  | 0 | 2  | 0 |
| N. Wiedenhöft  | 0  | 0 | 0  | 0 |